# Adalbert al II-lea de Toscana
Adalbert al II-lea (n. cca. 875–d. 915), supranumit cel Bogat, a fost margraf de Toscana de la 886 până la moarte.
Adalbert a fost fiul și succesorul margrafului Adalbert I de Toscana și nepotul lui Bonifaciu al II-lea. Înainte ca tatăl său să moară, în 884 sau 886, Adalbert ar fi primit titlul de "conte". După moartea acestuia, el a moștenit și titlurile de conte și duce de Lucca și pe cel de margraf de Toscana.
Între 895 și 898, a fost căsătorit cu Bertha, fiica lui Lothar al II-lea de Lotharingia și văduvă a contelui Theobald de Arles. Adalbert și Bertha au avut cel puțin trei copii:
- Guy, succesor ca duce de Lucca și margraf de Toscana
- Lambert, succesor al fratelui său ca duce de Lucca și margraf de Toscana
- Ermengarda (d. 29 februarie 932), căsătorită în 915 cu Adalbert I, margraf de Ivrea

Margraful Adalbert al II-lea a murit la 10 sau 15 septembrie 915 și a fost înmormântat în catedrala din Lucca. Văduva sa, Bertha a preluat regența în numele fiului lor, Guy.